# Labcabincalifornia
Labcabincalifornia es el segundo álbum de estudio de The Pharcyde, publicado en noviembre de 1995, tres años después de su álbum debut Bizarre Ride II the Pharcyde. La producción estuvo a cargo de The Pharcyde y Jay Dee, con la ayuda adicional de Diamond D y M-Walk. El video del primer sencillo del álbum, «Drop», fue dirigido por Spike Jonze y usó imágenes del grupo interpretando la canción al revés, reproducidas al revés, dándole una calidad surrealista. La canción fue un éxito, al igual que el sencillo de seguimiento «Runnin'», que alcanzó el puesto #55 en el Billboard Hot 100.

## Recepción de la crítica
El crítico de Treble, Giovanni Martinez, describe Labcabincalifornia como “un álbum histórico” que “estaba demasiado adelantado a su época”. El crítico de Cuepoint, Christopher Pierznik, lo describe como “un álbum más profundo que su predecesor”.

## Lista de canciones
Créditos adaptados desde las notas de álbum de Labcabincalifornia.
| Lista de canciones de Labcabincalifornia |                                                        |                                                                 |          |  |
| N.º                                      | Título                                                 | Escritor(es)                                                    | Duración |  |
| 1.                                       | «Bullshit»                                             | Trevant Hardson Emandu Wilcox Romye Robinson James Yancey       | 4:13     |  |
| 2.                                       | «Pharcyde»                                             | Hardson Wilcox Robinson Derrick Stewart                         | 4:19     |  |
| 3.                                       | «Groupie Therapy»                                      | Hardson Wilcox Robinson Stewart Joseph                          | 5:12     |  |
| 4.                                       | «Runnin'»                                              | Hardson Wilcox Stewart Yancey                                   | 4:56     |  |
| 5.                                       | «She Said»                                             | Hardson Stewart                                                 | 5:15     |  |
| 6.                                       | «Splattitorium»                                        | Hardson Wilcox Yancey                                           | 2:58     |  |
| 7.                                       | «Somethin' That Means Somethin'»                       | Hardson Robinson Stewart Yancey                                 | 3:30     |  |
| 8.                                       | «All Live» (interlude)                                 | Hardson Stewart Wilcox Robinson Yancey                          | 0:50     |  |
| 9.                                       | «Drop»                                                 | Hardson Robinson Wilcox Yancey                                  | 5:36     |  |
| 10.                                      | «Hey You»                                              | Hardson Wilcox                                                  | 3:54     |  |
| 11.                                      | «Y?»                                                   | Hardson Robinson Wilcox Stewart Yancey                          | 5:04     |  |
| 12.                                      | «It's All Good!» (interlude)                           |                                                                 | 0:41     |  |
| 13.                                      | «Moment in Time»                                       | Hardson L. Hackey Mark Walker                                   | 2:44     |  |
| 14.                                      | «The Hustle» (con Big Boy, Schmooche Cat y Randy Mack) | Robinson Kurt Alexander Greg Campbell Rich Shelton John McDavid | 5:34     |  |
| 15.                                      | «Little D»                                             |                                                                 | 1:31     |  |
| 16.                                      | «Devil Music»                                          | Robinson Hardson Stewart                                        | 4:12     |  |
| 17.                                      | «The E.N.D.»                                           | Wilcox Walker Kamau Holloway                                    | 4:40     |  |

Créditos de sample:
- «Bullshit» contiene elementos de «Sing Me Softly of the Blues» interpretada por The Gary Burton Quartet, «Get Up, Stand Up» interpretada por Bob Marley and the Wailers y «What's Going On» interpretada por Les McCann.
- «Pharcyde» contiene elementos de «Spinning Wheel» interpretada por Lonnie Smith.
- «Groupie Therapy» contiene elementos de «Ladies First» interpretada por Queen Latifah y Monie Love, «Inside Out» interpretada por Queen Latifah, «The Bilbao Song» interpretada por Cat Tjader, «Get Off...Come Here» interpretada por Ice Cube y «Lyrics to Go» interpretada por A Tribe Called Quest.
- «Runnin'» contiene elementos de «Saudade Vem Correndo» interpretada por Stan Getz y Luiz Bonfá, «Rock Box» interpretada por Run-D.M.C., «You Follow Me» interpretada por James Moody y «Flying Easy» interpretada por Woody Herman.
- «She Said» contiene elementos de «Down by the River» interpretada por Buddy Miles, «Baby That's What I Need (Walk Tall)» interpretada por Cannonball Adderley y «Passin' Me By» interpretada por la banda.
- «Splattitorium» contiene elementos de «Fly Me to the Moon» interpretada por The Vince Guaraldi Trio.
- «Drop» contiene elementos de «Django» interpretada por Dorothy Ashby y «The New Style» interpretada por Beastie Boys.
- «Hey You» contiene elementos de «In the Evening» interpretada por Yusef Lateef, «Hey You! Get Off My Mountain» interpretada por The Dramatics y «Vitamin C» interpretada por Can.
- «Y?» contiene elementos de «Why Is That?» interpretada por Boogie Down Productions.
- «Moment in Time» contiene elementos de «Keep My Heart Together» interpretada por Mass Production y «You Can Fly» interpretada por Sons of Champlin.
- «The Hustle» contiene elementos de «You Send Me» interpretada por Roy Ayers y Carla Vaughn, y «(I’m a) Fool for You» interpretada por Freddy Robinson.
- «Devil Music» contiene elementos de «Eric B. Is President» interpretada por Eric B. & Rakim y «Da Mystery of Chessboxin» interpretada por Wu-Tang Clan.
- «The E.N.D» contiene elementos de «Sunny» interpretada por Earl Grant.

## Posicionamiento
| Gráfica (1995)                                    | Pico de posición |
| ------------------------------------------------- | ---------------- |
| Estados Unidos (Billboard 200)                    | 37               |
| Estados Unidos (Billboard Top R&B/Hip-Hop Albums) | 17               |